# Medžerda (reka)
Medžerda (arabsko وادي مجردة, klasično Bagrada) je reka v Severni Afriki, ki teče od severovzhodne Alžirije skozi Tunizijo, preden se izlije v Tuniški zaliv (tudi zaliv Utika) in Tuniško jezero. Z dolžino 450 km je najdaljša reka Tunizije. Znana je tudi kot Vadi Madžardah ali Medžerha (francosko Oued Majardah).

## Rečni tok
Reka Medžerda izvira v Tell Atlasu, delu gorovja Atlas, v severovzhodni Alžiriji in nato teče proti vzhodu v Tunizijo, nato pa vstopi v tuniški zaliv v Sredozemskem morju. Reka v dolžino meri 460 km. Je najpomembnejša in najdaljša reka v Tuniziji in je na več mestih zajezena za namakanje polj pšenice v državi.
Tuniški zaliv je nastal med postledeniško transgresijo pred približno 6000 leti. Sčasoma so fluvialne usedline iz Medžerde postopoma zapolnile severni del zaliva. Zaporedje dogodkov v zgodovinskih časih je bilo razvidno iz antičnih dokumentov in arheoloških dokazov.
Poleg morfoloških opazovanj tal so bile uporabljene zračne in satelitske fotografije za analizo, kako se je pokrajina razvijala v zadnjih 3000 letih. Južni del zaliva je bil zasut že v pozni antiki. V srednjem in novem veku se je morje postopoma umikalo s severnega dela. Laguna Ghar el Melh je zadnji ostanek nekdanjega zaliva Utika.
Po zadnji veliki poplavi leta 1973 je Medžerda ponovno spremenila svoj tok. Zdaj teče skozi kanal, ki je bil prvotno izkopan za odvodnjavanje poplavnih voda.

## Zgodovina
Zgodovinsko gledano je Medžerda ključna vodna pot v Tuniziji, ki zagotavlja vodo oskrbovalnim objektom države, prav tako pa je ključnega pomena za ljudi, ki živijo v okolici reke. Voda iz Medžerde se uporablja za namakanje in je ključnega pomena za kmetijstvo regije.
Reka je strateški vir, zanjo so se večkrat borili in naseljevali Kartažani, Rimljani, Vandali, Bizantinci, Arabci in Osmani. Na njem ali v njegovi bližini je bilo ustanovljenih več večjih mest, vključno z Utiko, Kartagino in kasneje Tunisom. Nekdanji pristanišči Utica in Ghar el-Melh (Rusucmona ali Porto Farina) sta propadli zaradi zamuljevanja.